# Lycaena ochimus
Lycaena ochimus is een vlinder uit de familie van de Lycaenidae. De wetenschappelijke naam van de soort is voor het eerst geldig gepubliceerd in 1851 door Herrich-Schäffer. De soort komt voor in de Zuidelijke Kaukasus, Turkije, Syrië en Libanon.

## Ondersoorten
- Lycaena ochimus ochimus
- Lycaena ochimus ocliferius (Nekrutenko, 1977)
- Lycaena ochimus sachandensis (Schurian & Hoffmann, 1982)